# Suma de variables aleatòries distribuïdes normalment
En teoria de la probabilitat, el càlcul de la suma de variables aleatòries distribuïdes normalment és una instància de l'aritmètica de variables aleatòries, que pot ser força complexa en funció de les distribucions de probabilitat de les variables aleatòries implicades i les seves relacions.
Això no s'ha de confondre amb la suma de distribucions normals que forma una distribució de barreja.

## Variables aleatòries independents
Siguin X i Y variables aleatòries independents que es distribueixen normalment (i per tant també conjuntament), aleshores la seva suma també es distribueix normalment. és a dir, si
{\displaystyle X\sim N(\mu _{X},\sigma _{X}^{2})}
{\displaystyle Y\sim N(\mu _{Y},\sigma _{Y}^{2})}
{\displaystyle Z=X+Y,}
aleshores
{\displaystyle Z\sim N(\mu _{X}+\mu _{Y},\sigma _{X}^{2}+\sigma _{Y}^{2}).}
Això significa que la suma de dues variables aleatòries independents distribuïdes normalment és normal, sent la seva mitjana la suma de les dues mitjanes, i la seva variància és la suma de les dues variàncies (és a dir, el quadrat de la desviació estàndard és la suma de les quadrats de les desviacions estàndard).
Perquè aquest resultat es compleixi, no es pot descartar la suposició que X i Y són independents, tot i que es pot debilitar fins a la suposició que X i Y estan distribuïts normalment conjuntament, en lloc de per separat.
El resultat sobre la mitjana es manté en tots els casos, mentre que el resultat de la variància requereix no correlació, però no independència.

## Variables aleatòries correlacionades
En el cas que les variables X i Y siguin conjuntament variables aleatòries de distribució normal, llavors X + Y encara es distribueix normalment (vegeu Distribució normal multivariant) i la mitjana és la suma de les mitjanes. Tanmateix, les variacions no són additives a causa de la correlació. En efecte,
{\displaystyle \sigma _{X+Y}={\sqrt {\sigma _{X}^{2}+\sigma _{Y}^{2}+2\rho \sigma _{X}\sigma _{Y}}},}
on ρ és la correlació. En particular, sempre que ρ < 0, aleshores la variància és menor que la suma de les variàncies de X i Y.
Es poden fer extensions d'aquest resultat per a més de dues variables aleatòries, utilitzant la matriu de covariància.